# Phyllachora fallax
Phyllachora fallax är en svampart som beskrevs av Sacc. 1876. Phyllachora fallax ingår i släktet Phyllachora och familjen Phyllachoraceae.   Inga underarter finns listade i Catalogue of Life.